# Media (kraina)

Państwo Medów około roku 600 p.n.e.

Media – starożytne państwo na terenach zachodniej części obecnego Iranu, utworzone przez indo-irańskie plemiona Medów.
W chwili świetności obejmowało poza rdzenną Medią także krainy historycznego Iranu: Elam, Persydę, Anszan, Baktrię oraz Urartu i wschodnią część Azji Mniejszej do rzeki Halys.
Najdawniejsze dzieje państwa stworzonego przez Medów są znane z nielicznych źródeł asyryjsko-babilońskich i późniejszych od nich greckich.

## Powstanie państwa
Pierwsze świadectwa o plemionach medyjskich (asyr. Madai) zawierają roczniki asyryjskie z przełomu 837/836 p.n.e., kiedy wojska króla Salmanasara III wkroczyły do gór Zagros. Ataki Asyrii przyczyniły się do wytworzenia wśród plemion medyjskich zalążków państwowości. Przez większą część wieku VII p.n.e. Media była podporządkowana Asyrii, która nie była jednak w stanie całkowicie podbić niespokojnych i żyjących w górach plemion. W tym celu Asarhaddon pozyskał Scytów i z ich pomocą zdołali narzucić swoją zwierzchność Medom.
Pierwsi królowie Medii Dajaukk (gr. Dejokes) oraz Chszatrita (gr. Fraortes) zginęli walcząc z Asyrią. Ich następca Huwachszatra (gr. Kyaksares) uwolnił się od panowania Asyrii i Scytów, podporządkował sobie plemiona irańskie (w tym Persów) oraz Urartu.
W roku 612 p.n.e. Medowie wraz z Babilończykami i Persami zdobyli stolicę Asyrii – Niniwę i ostatecznie pokonali Asyrię w latach 612 p.n.e. – 608 p.n.e.
W połowie VI wiek p.n.e. państwo medyjskie przeżywało kryzys. Następca Huwachszatry – Isztuwegu (gr. Astiages) próbował zająć Lidię (nierozstrzygnięta bitwa nad rzeką Halys). Około 550 p.n.e. w czasie konfliktu z Persami armia medyjska przeszła na stronę Cyrusa i władzę nad Medią objęli Achemenidzi.

## Współczesne poglądy na temat Medii
Państwo medyjskie istniało ok. 60 lat, zanim zostało pokonane przez przywódcę Persów Cyrusa II. Wiele jego aspektów, takich jak organizacja państwa, struktura społeczna czy kultura materialna i duchowa, są przez obecną naukę niedostatecznie zbadane. Brak jest rodzimych źródeł pisanych, ale też archeologicznych, ponieważ na miejscu jej dawnej stolicy Ekbatany znajduje się współczesne irańskie miasto Hamadan, co uniemożliwia przeprowadzenie wykopalisk.
Przyczyny upadku monarchii medyjskiej należy upatrywać w jej wewnętrznej organizacji. Media nie była bowiem państwem o w pełni ukształtowanym ustroju. Stanowiła dość luźny konglomerat wielu plemion irańskich, o zbliżonej kulturze i języku, z których część prowadziła na wpół koczowniczy tryb życia. Według Diodora (Biblioteka, IX 23) król Astyages rezydujący w Ekbatanie prowadził osiadły tryb życia, nie przestrzegał staroirańskich zwyczajów, polowania, życia obozowego, którym oddawała się większość Medów. Rodzące się niezadowolenie wykorzystał Cyrus II obdarzony znakomitym wyczuciem politycznym.
Pokonanie przez Persów Astyagesa dla samych Medów, poza zmianą dynastii nie przyniosło większych wstrząsów. Zarówno Persowie, jak i Medowie wywodzili się z tego samego pnia ludów indo-irańskich o zbliżonym języku i obyczajach, a Cyrus, który był spokrewniony z Astyagesem, nie czynił różnicy między przedstawicielami obu plemion, co pogodziło pokonanych z nową sytuacją.
Przez wiele lat w nauce odmawiano Medom większych osiągnięć, a państwo przez nich stworzone jako przejściowe przed imperium Achemenidów. Dominujący dotychczas pogląd pomału ulega rewizji. Medowie przejęli podział administracyjny z sąsiedniej Asyrii, a nazwa jednostki terytorialnej satrapia oraz niektóre terminy związane z myślistwem mają rdzeń medyjski.